# Konde congo
Konde es una localidad en la Provincia de Congo Central, República Democrática del Congo. Konde se encuentra cerca de la localidad de Yema, así como de la ciudad de Moana.Se encuentra a una altitud de 609 metros sobre el nivel del mar.Sus coordenadas son 6°15'0" S y 27°10'60" E en formato DMS (grados, minutes, segundos) o -6.25 y 27.1833 (en grados decimales). Su posición UTM es NP20 y su referencia Joint Operation Graphics es SB35-11.

## Mapa
Google. «Google Maps –Konde». Google. 

## Créditos
1. https://mapcarta.com/28850234
2. https://es.getamap.net/mapas/democratic_republic_of_the_congo/congo_democratic_republic_of_the_(general)/_konde/